# Бзінце-под-Яворіноу
Бзінце-под-Яворіноу (словац. Bzince pod Javorinou) — село, громада округу Нове Место-над-Вагом, Тренчинський край. Кадастрова площа громади — 33.53 км². Протікає річка Камечниця.
Населення 2083 особи (станом на 31 грудня 2020 року).

## Історія
Бзінце-под-Яворіноу згадується 1332 року.

## Населення
| Рік:            | 1994. | 2004.   | 2014.   | 2024.   |
| --------------- | ----- | ------- | ------- | ------- |
| Кількість осіб: | 1997  | 2043    | 2097    | 2024    |
| Різниця:        |       | +2,30 % | +2,64 % | -3,48 % |

| Рік:            | 2023. | 2024.   |
| --------------- | ----- | ------- |
| Кількість осіб: | 2014  | 2024    |
| Різниця:        |       | +0,49 % |